# Брагино (Комьянское муниципальное образование)
Брагино — деревня в Грязовецком районе Вологодской области.
Входит в состав Комьянского муниципального образования, с точки зрения административно-территориального деления — в Комьянский сельсовет.
Расстояние по автодороге до районного центра Грязовца — 22 км, до центра муниципального образования Хорошево — 9 км. Ближайшие населённые пункты — Аннинское, Тимонино, Семенково.
По переписи 2002 года население — 8 человек.